# Fiat Zic
El Fiat Zic es un automóvil concepto de la marca italiana Fiat presentado a finales del año 1994 en el Salón del Automóvil de Ginebra, desarrollado por el Centro Ricerche Fiat.

## Características
El Fiat Zic es un automóvil eléctrico desarrollado y construido en sólo 24 meses como escaparate tecnológico de la marca, contando con una gran variedad de elementos innovadores como su estructura de aluminio, piso de polímero, suspensión trasera de aluminio, asientos ligero y resistente de aleación de magnesio, dirección eléctrica, parabrisas de dos capas y baterías de Na/NiCl2.
La estructura fue realizada con una técnica de modelado a baja presión, que permite la fusión de las articulaciones del cuerpo y los componentes de aluminio. Nuevos procesos de soldadura fueron utilizados entre las juntas del marco y su unión a los materiales de aluminio, el bastidor, el parabrisas y los paneles.